# Лумбини (зона)
Лумбини е една от 14-те зони на Непал. Зоната е с население от 2 526 868 жители (2001 г.), а площта ѝ е 8975 кв. км и е разделена административно на 6 области. Намира се в часова зона UTC+5:45. Тя е родното място на Сидхарта Гаутама, който по-късно става известен в историята като Буда, който е основателят на будистката философия.